# Història de Kuwait

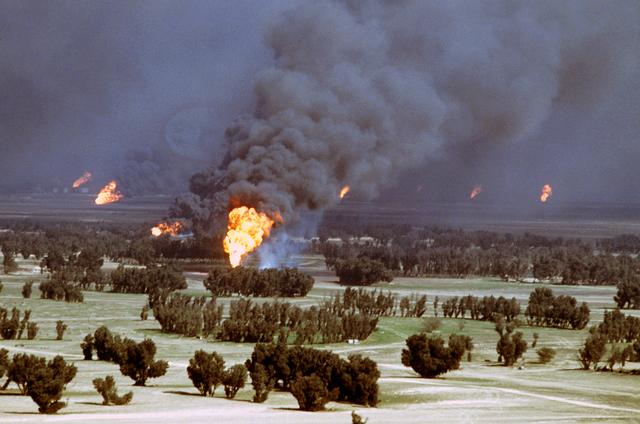
Pous petrolífers cremats per l'Iraq durant la Guerra del Golf- 2 de març de 1991.

La història de Kuwait va començar al segle xviii.
El 1756 es va lliurar el govern de Kuwait a la dinastia Al Sabah, que des del 1716 habitaven el lloc, encara que romandria sota sobirania otomana. Quan els otomans van tractar al segle xix d'enfortir la seva sobirania, Kuwait va buscar la protecció de l'Imperi Britànic i es va deslligar de l'Imperi Otomà. Des del 1919 es van produir moltes incursions dels wahhabites saudites contra Kuwait. El 1940 l'Aràbia Saudita va reconèixer per primera vegada a Kuwait. El 1939 el xeic Ahmad Al Jaber Al Sabah (1921-1950) va emprar per primera vegada el títol d'emir.
A partir del 1938 es van descobrir grans pous petrolífers, i després de la Segona Guerra Mundial va passar a ser un dels majors productors de petroli del Golf Pèrsic. Amb els grans beneficis obtinguts es va finançar la modernització del país i es va establir un estat de benestar social. El 1960 es va associar al costat de l'Iran, l'Iraq, l'Aràbia Saudita i Veneçuela per formar l'OPEP. El 1961, sota el comandament del xeic Al Salim Al Sabbah (1950-1965) Kuwait es va independitzar.
Encara que l'Iraq va reconèixer la seva independència el 1963, en els anys següents Kuwait va ser objecte de reivindicacions territorials per la seva part. El 1973 l'Iraq es va annexionar àrees frontereres que els britànics havien lliurat el 1915 a Kuwait. El 1981 Kuwait va ser un dels països fundadors del Consell de Cooperació per als Estats Àrabs del Golf Pèrsic. Durant la Primera Guerra del Golf entre l'Iran i l'Iraq (1980-1988), Kuwait va assistir financerament a l'Iraq. No obstant això, des del 1987 es van intensificar les tensions entre els dos països.

## Història precolonial
A l'illa de Faylaka s'han trobar restes de poblament de vers el 1500 aC. El rei sassànida Sapor I va fer construir una rasa entre Hit (a l'Eufrates) i la costa nord de la badia de Kuwait, per protegir la zona del Sawad dels atacs àrabs. A la rodalia de la moderna al-Kuwait un exèrcit àrab manat per Khalid ibn al-Walid va derrotar els perses el 633.
Poca cosa més es coneix de la història local abans del segle xviii quan van pujar al poder els Al Sabah vers 1752. Els àrabs de la tribu Utub (suposadament part de la confederació dels Anaza) van emigrar a la zona al final del segle xvii. La tradició local diu que els tres clans dirigents d'aquestos emigrants, els Al Sabah, els Al Khalifa i els Al Djalahima havien estat expulsats pels otomans dels seus establiments prop d'Umm Kasr, en revenja als seus actes de pirateria. Al segle següent els Al Sabah van agafar localment una posició hegemònica i els Al Khalifa van marxar de la regió (vers 1766) i van emigrar a Zubara a Qatar, fins que finalment es van imposar a Bahrein. El Al Djalahima van abandonar Kuwait pocs anys després dels Al Khalifa i es van establir també a Qatar.
El 1758 va visitar Kuwait el francès E. Ives, que esmenta la població de Grane, però no dona el nom del xeic. Niebuhr diu que la vila tenia una població d'unes deu mil persones a l'hivern i de tres mil a l'estiu, i que al port hi havia 800 vaixells; els habitants es dedicaven a la recollida de perles i a la pesca. El 1776 el xa Karim Khan Zand va ocupar Bàssora durant tres anys, i durant aquestos el port de Kuwait va substituir a Bàssora com a port per la Companyia Britànica de les Índies Orientals i allí arribaren les caravanes que venien d'Alep per anar al Golf. El 1770 Capper (que no la va visitar) l'esmenta com Graine i diu que el xeic local era amic dels britànics. El 1793 la Companyia Britànica de les Índies Orientals i l'Imperi Otomà van tenir un conflicte i la primera va tornar a utilitzar el port de Kuwait i l'agència de Bàssora fou tancada, però el 1795 es va restablir. En aquestos anys el territori fou exposat a incursions wahhabites.
L'eclipsi dels wahhabites després de la conquesta del Nedjd i al-Hasa per Muhammad Ali (1817-1819) va eliminar temporalment aquesta amenaça per Kuwait. El 1831 Stocqueler estimava la població en quatre mil habitants. El 1836 un oficial britànic de visita a Kuwait i va trobar oficials egipcis. Per por que el port fos utilitzat pels egipcis els britànics van fer prospeccions a l'illa Faylaka amb la perspectiva de ser utilitzada com a base naval (1839) però fou descartada. També es va fer una prospecció al port de Kuwait el 1840 però la retirada egípcia va fer disminuir l'interès britànic. Les treves imposades en altres llocs no fou introduït a Kuwait, ja que aquest territori no estava implicat en cap cas greu de pirateria i el comerç d'esclaus era legal a l'Imperi Otomà.
Des de meitat del segle hi havia un projecte de línia fèrria de la Mediterrània al Golf, però amb l'obertura del Canal de Suez (1869) aquest projecte fou més tard abandonat. El 1862-1863 Palgrave diu que el lloc era pròsper i ben governat, i el comerç actiu i diu que era el port natural del comerç del Djebel Shammar. Guarmani el 1864 diu que nombrosos cavalls eren exportats cap a l'Índia, via Kuwait. El 1871 els otomans van consolidar la seva posició a l'Aràbia oriental i van imposar la sobirania al xeic. El port de Kuwait va servir de base pels vaixells (generalment kuwaitians) que van transportar tropes otomanes cap a al-Ahsa o al-Hasa.
El 17 de maig de 1896 el xeic Muhammad ibn Sabah fou assassinat i el va succeir el seu germanastre Mubarak al-Lahab ibn Sabah Al Sabah "el Gran". Aquest era sospitós d'haver participat en la mort de Muhammad i van esclatar divergències familiars greus. Per consolidar el seu poder Mubarak va intentar aconseguir el suport dels otomans i dels britànics. Inicialment els britànics no es van interessar a la proposta del xeic però llavors un home de negocis rus, el comte Kapnist, va demanar la concessió d'una via fèrria de la Mediterrània fins a Kuwait (o més correctament des de Kuwait a la Mediterrània) i el gener de 1899 els britànics van signar un acord amb el xeic contra la seva promesa de no cedir, vendre, llogar, hipotecar i en cap altra forma disposar del territori a favor d'un ciutadà o govern estranger sense autorització britànica. El 1900 foren enginyers alemanys els que van visitar Kuwait per una possible extensió de la línia fèrria Berlín-Bagdad, i el xeic es va oposar a aquest projecte que considerava que augmentava la influència otomana al país.
En la lluita entre els Al Saud i els Al Rashid (o Banu Rashid), Abd al-Rahman ibn Faysal Al Saud i el seu fill Abd al-Aziz es van haver de refugiar temporalment a Kuwait, i una expedició saudita que va sortir de l'emirat fou derrotada per les forces d'Abd al-Azis ibn Rashid prop d'Hail el març del 1901. Posteriorment els saudites van recuperar Ryadh i la pèrdua de poder dels Al Rashid va retornar la tranquil·litat a l'emirat, però Mubarak temia als saudites que pel seu gust havien esdevingut massa poderosos.

## Protectorat britànic
El 1913 els saudites sota Abd al-Aziz ibn Abd al-Rahman Al Saud, es van apoderar d'al-Ahsa expulsant als otomans i Kuwait va quedar rodejat a l'oest i al sud de territori saudita. El 29 de juliol de 1913 britànics i otomans van signar una convenció sobre els seus interessos al Golf i l'article I reconeixia a Kuwait com un kada (districte d'una província) autònom de l'Imperi, fixant les fronteres continentals del territori. Però la I Guerra Mundial va impedir la ratificació de l'acord i des del seu inici el govern britànic va buscar el suport del xeic contra els otomans, i el territori fou reconegut com a estat independent sota protecció de la Gran Bretanya (3 de novembre de 1914). El novembre de 1915 els britànics van signar a al-Ukayr un tractat amb els saudites que implicava la garantia que Kuwait no seria atacat. El 29 de novembre de 1915, pocs dies després del tractat, va morir Mubarak. La successió va causar noves disputes familiars. El fill gran del difunt, Jabir II Al Mubarak Al Sabah va ser proclamar xeic però va morir el 5 de febrer de 1917 i el va succeir el seu germà putatiu Salim Al Mubarak Al Sabah; aquest fou prou imprudent per autoritzar als otomans la utilització del port de Kuwait per transportar aprovisionaments per l'exèrcit turc; el febrer de 1918 la marina britànica va bloquejar el port i el bloqueig no fou aixecat fins al novembre de 1918 quan van cessar les hostilitats.

## Conflicte fronterer amb el Nedjd (1920)
L'emir Salim ibn Mubarak Al Sabah es queixava de la creació d'una hidjra (vegeu al-Ikhwan) de la tribu dels Mutayr a Karya al-Ulya que considerava territori seu, i Ibn Saud al·legava que l'emir estenia massa cap al sud la seva jurisdicció. Salim va enviar un contingent a la zona en disputa que fou derrotat pels ikhwan dirigits per Faysal ibn Sultan al-Dawish a Hamd, prop de Karya al-Ulya. Per por d'una invasió kuwaitiana es va construir un mur a l'entorn d'al-Kuwait; a l'octubre al-Dawish va atacar l'oasi veí d'al-Djahra en mans de Salim i que fou defensat amb energia pels kuwaitians fins que van rebutjar als atacants. La Gran Bretanya com a protectora de Kuwait va enviar dos vaixells i dos avions. Els ikhwan no es van acovardir i van avançar fins al-Zubayr a l'Iraq, provocant la intervenció britànica. Es van obrir negociacions que per Kuwait va portar el príncep hereu Ahamd Al Jabir Al Sabah (fill de Jabir II), que estava en bones relacions amb els saudites. Després van seguir altres incursions dels ikhwans fins a la repressió del moviment el 1930 per Abd al-Aziz Al Saud, contra l'autoritat del qual s'havien revoltat.
El 27 de febrer de 1921 va morir el xeic Salim i el va succeir Ahmad Al Jabir Al Sabah que va intentar millorar les relacions amb els saudites amb bons resultats. El 2 de desembre del 1922 es va signar un tractat a al-Ukayr que fixava les fronteres entre els dos estats i s'establia la zona neutral al sud de Kuwait. El nou territori de Kuwait era més reduït que el que li assignava el tractat otomano-britànic de 1913 i Ahmad va considerar que no havia estat ben defensat pels britànics. Per aquesta causa, com a revenja, el xeic va refusar concedir la concessió d'explotació petroliera única a la Anglo-Persan Oil Company i va insistir en la participació a més a més d'una companyia americana. El 1923 la Gran Bretanya, que tenia el mandat sobre l'Iraq des de 1920, va reconèixer com a frontera amb Kuwait la que s'havia establert al tractat de 1913 que incluia l'illa Bubiyan, la de Warba, i sis altres més petites

## Independència
Ahmad va morir el 29 de gener de 1950 i el va succeir Abdullah III Al Salim Al Sabah (fill de Salim). El 19 de juny de 1961 Kuwait accedia a la plena independència. Immediatament (25 de juny) Iraq va reclamar la sobirania sobre el país, al·legant que els kada de l'Imperi Otomàs eren part dels vilayats, i que per tant era part de l'Iraq. El xeic va demanar assistència militar a la Gran Bretanya. El litigi fou sotmès a l'ONU i el 20 de juliol Kuwait fou admès a la Lliga Àrab que va resoldre preservar la independència del país. El 1962 es va promulgar una nova constitució i el gener de 1963 van tenir lloc les primeres eleccions (sense partits) a una assemblea legislativa de 50 membres. El 1963 va ingressar a l'ONU. El 7 de juliol de 1965, en un nou tractat fronterer amb l'Aràbia Saudita, la zona neutral fou repartida entre els dos estats. Durant els anys setanta la Kuwait Oil Company fou nacionalitzada acabant el repartiment amb la Gulf Oil i la British Petroleum. Dificultats polítiques internes van provocar la suspensió de la constitució el 1977. El 1982 va tenir dificultats econòmiques a causa de la baixada del preu del barril de petroli però els preus baixos no van durar molt de temps i Kuwait va incrementar la seva producció per compensar la baixada de l'Iraq i l'Iran degut a la guerra que lliuraven aquestos països des de 1980. Una sèrie d'explosions de bombes va tenir lloc el 1983 matant cinc persones; se'n va fer responsable el grup xiïta del Partit Dawa (iraquià però aliat a l'Iran) en revenja pel suport financer kuwaitià a l'Iraq en la guerra entre aquest país i l'Iran.

## Conquesta iraquiana
Les reivindicacions iraquianes no havien estat mai renunciades. Després del seu fracàs en la guerra Iran-Iraq, el règim de Saddam Hussein necessitava una victòria per desviar l'atenció del país i recuperar-se econòmicament, i va decidir ocupar Kuwait. Després d'unes setmanes de tensió pel que se suposava ser un conflicte d'interessos petroliers i financers, i sota cobertura d'un cop d'estat (efectivament uns pocs kuwaitians i van prendre part), els iraquians van envair el país i es va instaurar una nova administració republicana que al cap de sis dies va proclamar l'annexió a l'Iraq com a governació de Kadhima mentre l'emir fugia del país. Això va donar origen a la Guerra del Golf (a vegades anomenada Primera Guerra del Golf) en que Iraq fou derrotat pels Estats Units nominalment al front d'una coalició internacional. El 20 de març de 1991 Iraq va renunciar formalment a qualsevol futura reclamació. L'emir fou restaurat i el país recuperà la independència.

## Modificacions legislatives (2006)
A partir de l'any 2006, i com a última de les lleis que va dictar el príncep Jaber abans de morir, les dones van aconseguir també el seu dret al vot, que van poder exercir el 17 de maig de l'any 2008 per primera vegada, si bé no van aconseguir representació a les cambres.